# Lactarius controversus
Lactarius controversus es un hongo basidiomiceto del género Lactarius con una carne de sabor picante y que desprende un líquido lechoso.

## Hábitat
Crece en terrenos arcillosos durante el verano y el otoño.

## Comestibilidad
No es comestible, ya que provoca problemas gástricos, aunque en épocas de escasez si se ha consumido.

## Riesgo de confusión con otras setas
Puede ser confundido con el Lactarius piperatus y el Lactarius pergamenus.